# Самюъл Колт
Самюъл Колт (на английски: Samuel Colt) е американски оръжеен конструктор.

## Биография
Роден е в Хартфорд (щ. Кънектикът, САЩ) на 19 юли 1814 г.
Като тийнейджър Колт се опитва безуспешно да подобри торпедото, конструирано от Робърт Фултън. Именно след неуспешния си опит преминава към конструиране на пистолети.
През 1830 г. Самюъл Колт конструира прототип на револвер с отворен скелет и въртящ се барабан. Този револвер се зареждал отделно: барутът и куршумът откъм цевта, а гилзата откъм тила. След редица подобрения, през 1835 г. С. Колт регистрира американски и британски патент на известното с фамилията му оръжие – Colt.
През същата година Колт създава в Патърсън (щата Ню Джърси) компанията Patent Arms Manufacturing Company, която започва производството на патентования от него револвер. Първите револвери с 5-гнезден барабан. Поради бавното зареждане на барабана, фирмата продавала продукта с резервен барабан.
През 1837 г. е отказана многообещаваща поръчка от щата Южна Каролина за 50–75 пистолета, тъй като компанията не успява да ги произведе достатъчно бързо. Тогава С. Колт заминава за Флорида, където се водят битки с индианците, и където успешно популяризира револвера си.
През 1839 г. Колт патентова револвер, който се зарежда без сваляне на барабана, но през 1842 г. фирмата му фалира.
През 1851 г. прави ново подобрение на револвера и създава нова фирма в родния си град – Colt's Manufacturing Company. Благодарение на механизирането на процесите той успява да снижи стойността на револвера до 25 щ.д. (при 200 долара цена на стария модел). В следващите няколко години С. Колт произвежда няколко нови версии на револвера си – Dragoon, Walker, Mounted Rifles и Navy. До смъртта му фирмата му произвежда около 324 980 револвера.
От модела Navy са произведени 199 757 бр., от които последните 50 са закупени за нуждите на Османската империя и са служили като наградно оръжие. Сред наградените са Абдулкерим Надир паша, Омер паша Латас и султан Абдул Азис и френският генерал Франсоа Сертен Канробер.
Компанията продължава да произвежда оръжие и сега, в т.ч. пистолети, револвери, карабини и автомати. През 2015 г. обявява банкрут, но след преструктуриране успява да възобнови производството. В началото на 2021 г. е закупена от чешкия производител на оръжие Česká zbrojovka Group, който се преименува на Colt CZ.
Освен револвери, С. Колт патентова и подводен телеграф, свързвайки Ню Йорк и остров Файър Айлънд през 1843 г.
Колт умира в родния си град Хартфорд на 10 януари 1862 г.
През 2006 г. Самюъл Колт е включен в Националната зала на славата на изобретателите.